# News at Ten
News at Ten è un singolo del gruppo musicale inglese The Vapors, pubblicato nel 1980 dalla United Artists Records.

## Il disco
È il terzo singolo della band, il secondo estratto dalla versione britannica di New Clear Days dopo Turning Japanese, e viene pubblicato nel luglio 1980 subito dopo il lancio dell'album.
News at Ten nonostante i buoni propositi non riuscirà a replicare il successo del singolo precedente, classificandosi al massimo al 44º posto della classifica dei singoli inglesi.
Le B side del disco sono Wasted e Talk Talk, canzoni contenute nella ristampa di New Clear Days su etichetta Captain Oi! del 2000.

## Il brano
Il brano  è stato paragonato ad In the City dei The Jam, non tanto per il successo discografico, quanto per il suono caratteristico e graffiante della chitarra, e soprattutto per la vicinanza artistico/musicale e le strette connessioni che le due band avevano in quel periodo; una su tutte la condivisione del manager John Weller, il padre di Paul.
La canzone, in tipico stile Vapors esattamente a metà tra il powerpop degli anni settanta e la new wave anni ottanta, parla con ironia del paragone tra il classico telegiornale inglese trasmesso dalla BBC, appunto il News at Ten, e la vita da pub dell'uomo medio britannico, definendoli come due appuntamenti fissi della vita quotidiana.

## Tracce

### Lato A
Testi e musiche di David Fenton, Edward Bazalgette.
1. News at Ten – 3:20

### Lato B
1. Wasted – 2:47
2. Talk, Talk – 3:56

## Formazione
- David Fenton - voce, chitarra
- Steve Smith - basso e cori
- Ed Bazalgette - chitarra
- Howard Smith - batteria